# 兵頭誠
兵頭 誠（ひょうどう まこと、1945年1月25日 - ）は、日本の経営者。神奈川県出身。

## 経歴
1967年に早稲田大学政治経済学部を卒業し、同年に日本火災海上に入社。1999年6月に執行役員を就任し、2002年3月に常務、2004年6月に専務を経て、2007年4月に社長に就任。2011年6月に会長に就任。